# C・J・ストラウド
コールリッジ・バーナード・ストラウド4世（Coleridge Bernard Stroud IV, 2001年10月3日 - ）は、アメリカ合衆国カリフォルニア州ランチョクカモンガ出身のプロアメリカンフットボール選手。NFLのヒューストン・テキサンズに所属している。ポジションはクォーターバック。

## 経歴

### 生い立ち・ハイスクール
カリフォルニア州ランチョクカモンガにて、4人兄弟の末っ子として生まれる。2016年に父親が麻薬に関連した誘拐事件、車上狙い、強盗の罪により三振法で懲役38年の判決を受け、現在も刑務所に収監されている。父の投獄により一家は経済的に困窮し、ストラウドが高校に進学した頃には、倉庫の上の小さなアパートで生活していた。
高校4年目のシーズンに3878パス獲得ヤード、47のパッシングTDを記録し、オールアメリカンボウルに選出された。同世代のクォーターバックの中で3番目に高い評価を受け、オハイオ州立大学に進学した。

### カレッジ
1年目の2020年シーズンはジャスティン・フィールズの控えとしてプレーした。このシーズンはNCAAのレッドシャツ制度の対象となったため、3試合の出場に留まった。
フィールズが2021年のNFLドラフトで指名されてチームを去った中で、ヘッドコーチのライアン・デイからリーダーシップを高く評価され、2021年シーズンから先発に定着した。シーズンではエースとして活躍し、ビッグ10カンファレンスの最優秀クォーターバック賞を受賞。オールビッグ10ファーストチームに選出された。ユタ大学とのローズボウルでは573パス獲得ヤード、6つのパッシングTDを記録して勝利した。ハイズマン賞の投票では4位だった。

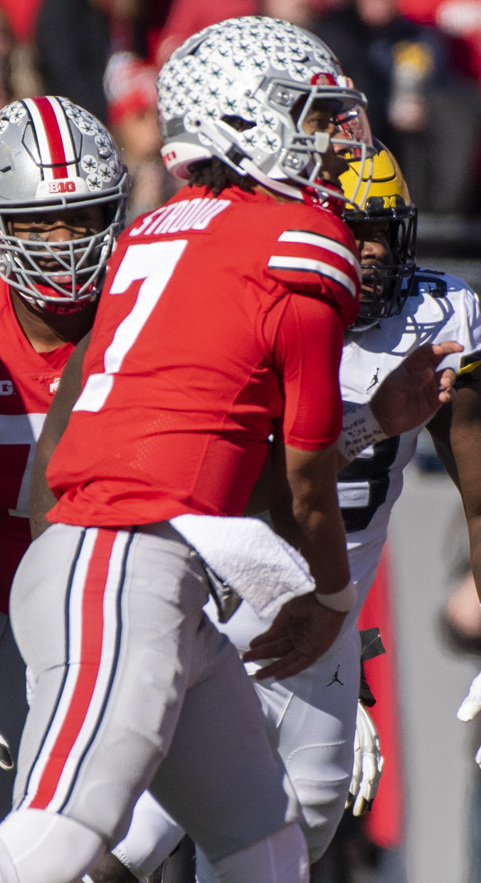
オハイオ州立大学でのストラウド
（2022年）

2022年シーズンは前年の活躍から、ハイズマン賞の有力候補とされていた。2022年10月8日のミシガン州立大学戦で6つのパッシングTDを記録し、オハイオ州立大学のクォーターバックの通算パッシングTDでフィールズを抜いて歴代2位となった。CFPナショナルチャンピオンシップの準決勝となったピーチボウルでは第1シードのジョージア大学と対戦し、348パス獲得ヤード、4つのパッシングTDを記録したが、チームは敗れた。このシーズンもハイズマン賞のファイナリストに選出され、投票ではケイレブ・ウィリアムズ、マックス・ダガンに次ぐ3位だった。シーズン終了後、2023年のNFLドラフトにアーリーエントリーした。

#### 個人成績
| オハイオステート | オハイオステート | オハイオステート | オハイオステート | オハイオステート | オハイオステート | オハイオステート | オハイオステート | オハイオステート | オハイオステート | オハイオステート | オハイオステート | オハイオステート | オハイオステート | オハイオステート | オハイオステート |      |
| シーズン         | 試合             | 試合             | 試合             | パス             | パス             | パス             | パス             | パス             | パス             | パス             | パス             | ラン             | ラン             | ラン             | ラン             | ラン |
| シーズン         | 試合             | 先発             | 記録             | 成功             | 試投             | 成功 確率        | ヤード           | 平均             | TD               | イン ター セプト | レー ティ ング   | 回数             | ヤード           | 平均             | TD               |      |
| ---------------- | ---------------- | ---------------- | ---------------- | ---------------- | ---------------- | ---------------- | ---------------- | ---------------- | ---------------- | ---------------- | ---------------- | ---------------- | ---------------- | ---------------- | ---------------- | ---- |
| 2020             | 3                | 0                | -                | 0                | 0                | 0.0              | 0                | 0.0              | 0                | 0                | 0.0              | 1                | 48               | 48.0             | 1                |      |
| 2021             | 12               | 12               | 10-2             | 317              | 441              | 71.9             | 4435             | 10.1             | 44               | 6                | 186.6            | 32               | -20              | -0.6             | 0                |      |
| 2022             | 12               | 12               | 11-1             | 235              | 355              | 66.2             | 3340             | 9.4              | 37               | 6                | 176.2            | 35               | 74               | 2.1              | 0                |      |
| 通算             | 28               | 24               | 23-3             | 552              | 796              | 69.3             | 7775             | 9.8              | 81               | 12               | 187.2            | 68               | 102              | 1.5              | 1                |      |

### ヒューストン・テキサンズ
| 6 ft 3 in (191 cm)              | 214 lb (97 kg) | 32+5⁄8 in (83 cm) | 10 in (25 cm) |
| All values from the NFL Combine |                |                   |               |

2023年のNFLドラフトにて、全体2位でヒューストン・テキサンズから指名された。オハイオ州立大学のクォーターバックとしては史上最高順位での指名となった。その後ルーキー契約を結んだ。

#### 2023年シーズン
ボルチモア・レイブンズとの開幕戦で先発出場してNFLデビューし、242パス獲得ヤードを記録したが、チームは敗れた。翌週のインディアナポリス・コルツ戦ではニコ・コリンズ、タンク・デルへのパスでタッチダウンを成功させたが、この試合も敗れた。第3週のジャクソンビル・ジャガーズ戦では280パス獲得ヤード、2つのパッシングTDを記録し、初勝利となった。また、キャム・ニュートン、ジャスティン・ハーバートに次ぎNFL史上3人目となる、キャリア最初の3試合で900パス獲得ヤード以上を記録した選手となった。これらの活躍により、9月の月間最優秀新人に選出された。第5週のアトランタ・ファルコンズ戦にて、デビューからインターセプトなしで177本連続でパスを成功させ、ダック・プレスコットの持つNFL記録を更新した。翌週のニューオーリンズ・セインツ戦でインターセプトを許すまで、記録を191本まで伸ばした。第9週のタンパベイ・バッカニアーズ戦で470パス獲得ヤード、5つのパッシングTDを記録して勝利し、ルーキーの1試合における最多パス獲得ヤード記録を更新した。また、NFLにおいて1試合でインターセプトなしで470パス獲得ヤード以上、5つのパッシングTDを記録したのはY・A・ティトル、ベン・ロスリスバーガーに次いで史上3人目だった。第14週のニューヨーク・ジェッツ戦の終盤に脳震盪を起こし退場した。2試合を欠場した後、第17週のテネシー・タイタンズ戦で復帰し、213パス獲得ヤード、、1つのパッシングTDを記録して勝利した。勝利すれば地区優勝およびプレーオフ進出が決まる第18週のインディアナポリス・コルツ戦では264パス獲得ヤード、2つのパッシングTDを記録して勝利し、チームを2019年以来となるプレーオフ進出に導いた。また、この試合で史上5人目となるルーキーでのシーズン4000パス獲得ヤードに到達した。さらに、ルーキーながら平均パス獲得ヤード（273.9）、パッシングTDとインターセプトの比率（4.6）でNFLトップを記録し、これはトム・ブレイディ、ジョー・モンタナ以来であった。
プレーオフではワイルドカード・ラウンドのクリーブランド・ブラウンズ戦で274パス獲得ヤード、3つのパッシングTD、パサーレーティングは満点に近い157.2を記録して勝利。ルーキーによるプレーオフ1試合における最多のパッシングTDの記録を更新し、プレーオフで勝利した史上最年少のクォーターバックとなった。ディビジョナル・ラウンドのボルチモア・レイブンズ戦では175パス獲得ヤードにとどまり、敗れた。
シーズン終了後、スーパーボウルのため欠場するパトリック・マホームズの代替としてプロボウルに選出された。また、新人最優秀攻撃選手賞を受賞した。

## 詳細情報

### 年度別成績
| 説明 | 説明       |
| ---- | ---------- |
|      | リーグ最高 |

#### レギュラーシーズン
| シーズン | チーム | 試合 | 試合 | 試合 | パス | パス | パス      | パス   | パス | パス  | パス | パス | パス             | パス           | ラン | ラン   | ラン | ラン | ラン | サック    | サック      | ファンブル  | ファンブル |
| シーズン | チーム | 試合 | 先発 | 記録 | 成功 | 試投 | 成功 確率 | ヤード | Y/A  | Y/G   | 最長 | TD   | イン ター セプト | レー ティ ング | 回数 | ヤード | 平均 | 最長 | TD   | 被 サック | 喪失 ヤード | ファン ブル | ロスト     |
| -------- | ------ | ---- | ---- | ---- | ---- | ---- | --------- | ------ | ---- | ----- | ---- | ---- | ---------------- | -------------- | ---- | ------ | ---- | ---- | ---- | --------- | ----------- | ----------- | ---------- |
| 2023     | HOU    | 15   | 15   | 9-6  | 319  | 499  | 63.9      | 4108   | 8.2  | 273.9 | 75   | 23   | 5                | 100.8          | 39   | 167    | 4.3  | 16   | 3    | 38        | 331         | 8           | 4          |
| 通算     | 通算   | 15   | 15   | 9-6  | 319  | 499  | 63.9      | 4108   | 8.2  | 273.9 | 75   | 23   | 5                | 100.8          | 39   | 167    | 4.3  | 16   | 3    | 38        | 331         | 8           | 4          |

#### ポストシーズン
| シーズン | チーム | 試合 | 試合 | 試合 | パス | パス | パス      | パス   | パス | パス  | パス | パス | パス             | パス           | ラン | ラン   | ラン | ラン | ラン | サック    | サック      | ファンブル  | ファンブル |
| シーズン | チーム | 試合 | 先発 | 記録 | 成功 | 試投 | 成功 確率 | ヤード | Y/A  | Y/G   | 最長 | TD   | イン ター セプト | レー ティ ング | 回数 | ヤード | 平均 | 最長 | TD   | 被 サック | 喪失 ヤード | ファン ブル | ロスト     |
| -------- | ------ | ---- | ---- | ---- | ---- | ---- | --------- | ------ | ---- | ----- | ---- | ---- | ---------------- | -------------- | ---- | ------ | ---- | ---- | ---- | --------- | ----------- | ----------- | ---------- |
| 2023     | HOU    | 2    | 2    | 1-1  | 35   | 54   | 64.8      | 449    | 8.3  | 224.5 | 76   | 3    | 0                | 109.3          | 4    | 10     | 2.5  | 7    | 0    | 0         | 0           | 0           | 0          |
| 通算     | 通算   | 2    | 2    | 1-1  | 35   | 54   | 64.8      | 449    | 8.3  | 224.5 | 76   | 3    | 0                | 109.3          | 4    | 10     | 2.5  | 7    | 0    | 0         | 0           | 0           | 0          |